# Fuchsalm
Die Fuchsalm ist eine Alm in der Gemeinde Spital am Pyhrn im österreichischen Bundesland Oberösterreich. Die Alm liegt etwa 1 km östlich der Pyhrnpasshöhe, zwischen Totem Gebirge und Haller Mauern, in einer Höhe von 1050 m ü. A. Die Alm befindet sich am Westfuß des Bosrucks. Die Fuchsalm hat eine Fläche von 18 Hektar, davon sind 18 Hektar Weidefläche. Die Alm ist im Besitz der Österreichischen Bundesforste und ein Bauern besitzt Servitutsrechte. Die Alm ist von Ende Mai bis Ende September bewirtschaftet und es werden etwa 13 Rinder aufgetrieben. Die Fuchsalm ist von der Pyhrnpass Straße über eine Forststraße erreichbar, die für den öffentlichen Verkehr gesperrt ist.

## Geologie
Im Bereich der Fuchsalm gibt es mehrere Stellen mit Ausbissen der Gutenstein-Formation, die häufig fluoritführend sind. Aus dem Bereich des Bachbetts sind Funde von violett gefärbten Würfeln auf hellen Calcitkristallen mit Kantenlängen bis über 1 cm bekannt.

## Wandern
Die Alm liegt am Wanderweg, der vom Pyhrnpass über den Lahnerkogel und Kitzstein zum Bosruckgipfel führt.